# Яванська мова

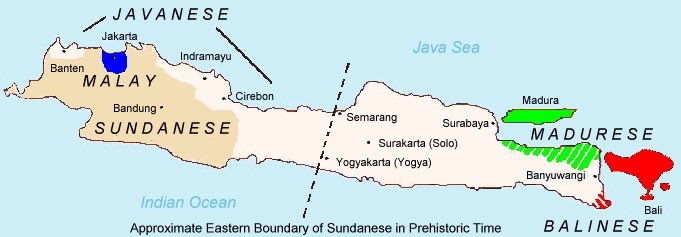
Поширення мов на острові Ява

Яванська мова (яван. basa jawa) — мова, що належить до родини австронезійських мов (малайсько-полінезійської родини), а тому споріднена з індонезійською та іншими діалектами малайських мов.

## Поширення
Яванською мовою розмовляє населення центральної та східної частини острова Ява, який входить до складу Індонезії. Яванською розмовляють також у деяких місцях північно-західної Яви. Загальне число людей (чоловіків і жінок), що спілкуються яванською мовою перевищує 75 млн. Багато тих, хто розмовляє яванською, спілкується також індонезійською. За межами Індонезії існують значні громади яванськомовного населення в Східному Тиморі, Малайзії, Сінгапурі, Австралії, Гонконгу та на Тайвані. Яванська зустрічається також у Суринамі та Новій Каледонії.

## Історія
Яванська мова має давню історію літератури, що простягається на 12 століть у давнину. Найдавніший напис датується 732 роком, а найдавніша писемна пам'ятка яванської мови — 809 роком. Історично розрізняють:
- давньояванську (до 12—13 сторіч),
- середньояванську (з 13 до 17 сторіччя),
- сучасну яванську мову (з 17 сторіччя).

## Особливості
Існують функціональні варіанти яванської мови: нгоко — «проста мова», кромо — «ввічлива мова» тощо. Характерні риси мови: у фонетиці — регулярне чергування приголосних і голосних, слабо виражений словесний наголос; у граматиці переважають аналітичні форми, основні засоби словотвору — афіксація й повтор. Досить багато запозичень із індійських мов, арабської, голландської, португальської, англійської, а також малайської мови.

## Письмо

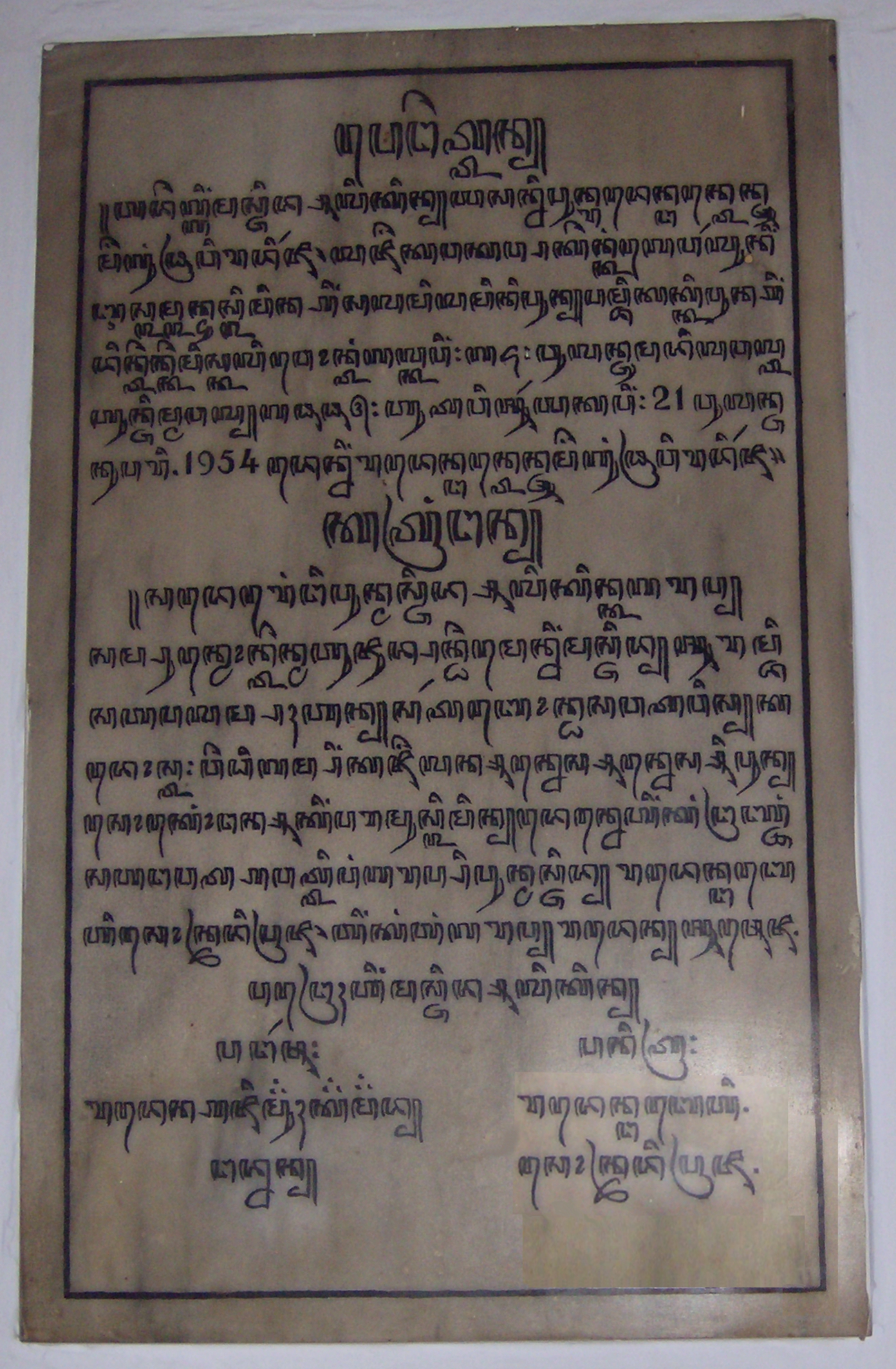
Новояванське письмо на стіні в мечеті

Для запису яванської використовується яванське письмо чаракан, споріднене із брахмі, арабо-яванське письмо, модифіковане арабське письмо та латиниця. Для сучасної яванської мови використовують латинське письмо, рідше — складове яванське письмо.

## Статус
Наразі яванська мова не є офіційною в жодній державі, але вона рідна для найбільшого числа людей, що розмовляють австронезійськими мовами. Принаймні 45 % усього населення Індонезії або яванського походження, або проживає в областях, де панує яванська.